# Joyeux pique-nique
Pour plus de détails, voir Fiche technique et Distribution.
Joyeux pique-nique (titre original : Perfect Day) est un film américain réalisé par James Parrott, sorti en 1929.

## Synopsis
Laurel et Hardy s'apprêtent à partir en pique-nique avec leurs amies respectives et le père de l'une d'entre elles blessé au pied. Ils montent dans leur voiture et les ennuis commencent, pneu crevé, moteur qui ne démarre plus, pied du père martyrisé, voisins également. Finalement l'automobile et ses passagers peuvent partir mais se noient dans des travaux mal signalés !

## Fiche technique
- Titre original : Perfect Day
- Titre français : Joyeux pique-nique
- Réalisation : James Parrott
- Scénario : Leo McCarey (histoire) et H. M. Walker (dialogues)
- Montage : Richard C. Currier
- Producteur : Hal Roach
- Société de production : Hal Roach Studios
- Société de distribution : Metro-Goldwyn-Mayer
- Pays de production :  États-Unis
- Format : Noir et blanc - 35 mm - 1,37:1
- Genre : Comédie burlesque
- Longueur : deux bobines
- Durée : 19 minutes
- Date de sortie : 
  - États-Unis : 10 août 1929

## Distribution
Source principale de la distribution :
- Stan Laurel (VF : Frédéric O'Brady) : Stan
- Oliver Hardy (VF : Jean Rosemberg) : Ollie
- Edgar Kennedy : Oncle Edgar
- Kay Deslys : Mrs. Hardy
- Isabelle Keith : Mrs. Laurel

Reste de la distribution non créditée : 
- Harry Bernard : le voisin amical
- Baldwin Cooke : le voisin d’à côté
- Clara Guiol : la voisine amicale
- Lyle Tayo : la voisine d'à côté
- Charley Rogers : le pasteur